# 贾斯廷·斯普林
贾斯廷·斯普林（英語：Justin Spring，1984年3月11日—）是一名美国男子体操运动员。他曾参加2008年夏季奥林匹克运动会，最终获得男子团体项目铜牌。他在2009年宣布正式退役。